# Charzyny
Charzyny – wieś sołecka w Polsce położona w województwie mazowieckim, w powiecie płońskim, w gminie Raciąż.
| SIMC    | Nazwa               | Rodzaj    |
| ------- | ------------------- | --------- |
| 0123369 | Charzyny-Borzymy    | część wsi |
| 0123375 | Charzyny-Dłużyce    | część wsi |
| 0123381 | Charzyny-Rogale     | część wsi |
| 0123398 | Charzyny-Sadkowięta | część wsi |

W latach 1975–1998 miejscowość administracyjnie należała do województwa ciechanowskiego.